# EC Vitória
Der Esporte Clube Vitória, im deutschsprachigen Raum allgemein bekannt als EC Vitória, ist einer der beiden großen Fußballvereine aus Salvador, der Hauptstadt des nordostbrasilianischen Bundesstaates Bahia. Offizielles Vereinsmaskottchen ist Lelê Leãozinho („Lelê der kleine Löwe“).

## Geschichte
Der Verein wurde 1899 von den Brüdern Artur und Artêmio Valente, die den Fußball in ihrer Studienzeit in England kennengelernt hatten, als Club de Cricket Victoria gegründet.
Gemessen an den Staatsmeisterschaften lag der Verein lange Zeit hinter dem Ortsrivalen EC Bahia stark zurück, hat aber mit zahlreichen Siegen seit 2000 den Rückstand reduzieren können.
Im Jahr 2007 stieg Vitória in die Série A auf, drei Jahre später jedoch wurde der Klassenerhalt verpasst und Vitória stieg erneut in die Serié B ab. In der Saison 2012 belegte Vitória den fünften Rang und stieg wieder auf. In den darauffolgenden Jahren stieg der Verein 2014 ab, 2015 sofort wieder auf und 2018 ab. 2021 erfolgte der Abstieg in die Sèrie C. Im Jahr darauf konnte der Klub in der Liga den vierten Platz erreichen und damit die Rückkehr in die Série B 2023. Am 36. Spieltag der Saison konnte der Klub vorzeitig die Meisterschaft und seine Rückkehr in die Série A feiern.

## Stadion

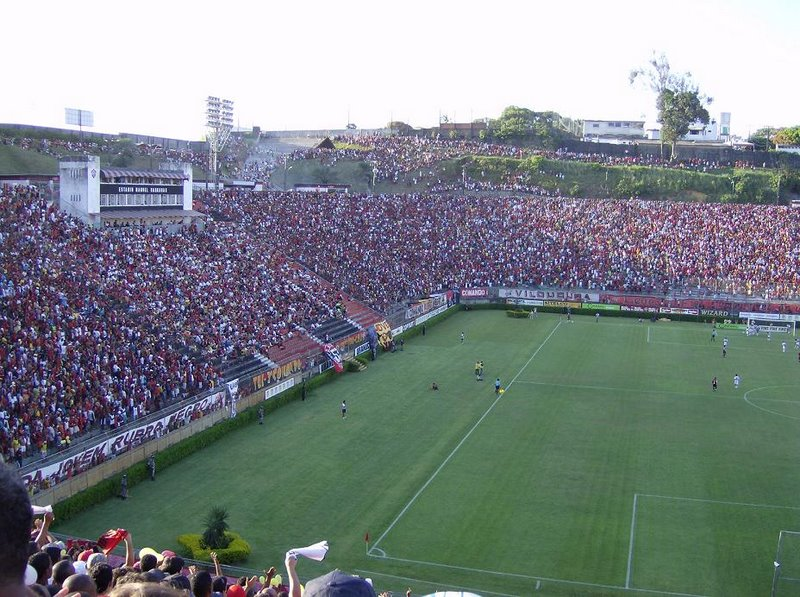
Ein Spiel im Barradão im November 2006

Der Verein trägt seine Heimspiele im vereinseigenen Vielzweckstadion Estádio Manoel Barradas aus, das meist nur kurz Barradão genannt wird. Das 1986 erbaute Stadion ist mit einem Fassungsvermögen von rund 36.000 Zuschauern seit dem Abriss des Estádio Fonte Nova 2008 (→ EC Bahia) das größte vor Ort. Auch Vitória benutzte das Fonte Nova gelegentlich an Großkampftagen. Der historische Zuschauerrekord des Vereines, knapp 78.000 im Dezember 1993 im Finalhinspiel um die Brasilianische Meisterschaft gegen Palmeiras São Paulo, wurde dort erreicht.
Ein neues Stadion vom Typ der modernen Vielzweckarena befindet sich seit 2016 in Planung und soll eine Kapazität von 30.000 bis 40.000 Zuschauern haben.

## Erfolge
Männer:
- Torneio José Américo de Almeida Filho: 1976
- Copa do Nordeste: 1997, 1999, 2003, 2010
- Staatsmeisterschaft von Bahia: (30×) 1908, 1909, 1953, 1955, 1957, 1964, 1965, 1972, 1980, 1985, 1989, 1990, 1992, 1995, 1996, 1997, 1999 (mit EC Bahia geteilt), 2000, 2002, 2003, 2004, 2005, 2007, 2008, 2009, 2010, 2013, 2016, 2017, 2024
- Trofeo Ciudad de Valladolid: 1997
- Taça Estado da Bahia: 2004, 2005, 2006
- Série B: 2023

Frauen:
- Staatsmeisterschaft von Bahia: 2016[2], 2018[3]

## Spieler
- Bebeto
- Dida
- Dudu Cearense
- Edílson
- Mário Sérgio
- Matuzalém
- Obina
- Ricky
- Víctor Aristizábal
- Vampeta
- Alex Alves
- Alcides
- David Luiz
- Alexander Baumjohann (2018)

## Trainer
- Carlos Martin Volante (1953–1955)
- Carlos José Castilho
- Aymoré Moreira (1979)
- Mário Sérgio (1987, 2001)
- Péricles Chamusca (1992–1995)
- Eugênio Machado Souto „Geninho“ (1994–1995, 1998)
- Evaristo de Macedo (1997, 2003)
- Joel Santana (2002–2003), Supercampeonato Baiano 2002, Staatsmeisterschaft 2003.
- Lori Sandri (2003)
- Toninho Cerezo (2006)
- Paulo César Carpegiani (2009, 2012, 2018–), Staatsmeisterschaft 2009.
- Toninho Cecílio (2010)

## Weitere Sportarten
Neben Fußball üben Sportler des EC Vitória auch Futsal, Basket- und Volleyball sowie Schwimmen und Rudern aus. Leichtathletik, Wasserball, Radfahren und Schach sind neben Cricket Sportarten, die historisch beim Verein betrieben wurden.